# Камінальхую
Камінальхую (ісп. Kaminaljuyu) — руїни міста цивілізації мая неподалік від Гватемали (Гватемала). Перекладається з мови мая-кіче як «Пагорби мертвих».

## Історія

Камінальхую в докласичний період

Стародавньою назвою цього городища було «Тулам Цу». Було засновано близько 1500 року до н. е. змішаним населенням з племен мая, міше-соке та шінка-лєнка. Того часу існувало незначне поселення біля озера Мірафлорес. Поруч мешкали громади мисливців і збирачів. Цей період, що отримав назву фаза Аревало, яка тривала протягом 1500—1000 років до н. е. (також зветься періодом Мірафлорес). Тоді перебувало під зверхністю міста Наранхо.
Поступовий перехід до постійного проживання відбувся у фазу Лас-Чаркас (1000—400 роки до н. е.). Розвитку протоміста, її економіки сприяли помірний клімат і багатий ґрунт. Був прокладений великий канал з озера Мірафлорес. У цю фазу почалося соціальне розшарування. Протягом 800—600 років до н. е. місто стало торговим перевалочним центром для солі та мушель, що надходили з тихоокеанського узбережжя низовин Петена, а також для пір'я, шоколаду та жадеїту, що переправлялися в протилежному напрямку. Обсидіан, який використовувався для виготовлення ножів і сокир, також зробив свій внесок у благополуччя міста раннього періоду. Розташована за 40 км на схід каменярня в Ель-Чаяле забезпечувала сировиною весь маянський світ — його абсолютно чорні камені знаходять в городищах від Сальвадора до Юкатана.
Камінальхую продовжував зростати до приблизно 400 року до н. е., а потім, з досі дискусійних серед археологів причин, зазнав занепад з різким припиненням будівництва будівель і скороченням населення. Втім через 100—150 років у місті знову відбулося значне зростання населення, водночас посилилася ерозія ґрунтів і збезлісення — дерева йшли на будівництво будинків і служили як паливо.
Під час кінця фази Провіденсія (400—100 роки до н. е.) відновилось значне городище, яке поступово підкорило навколишні території. При цьому воно визнавало зверхність володарів Ісапи. Тоді ж почали зводити монументальну громадську архітектуру.
У фази Вербена і Ареналь, що припадає на 100 рік до н. е. — 100 рік н. е., городище стало столицею великого політичного об'єднання, очолюваного царями. Це підтверджується як знахідками царських поховань з багатими подарунками, так і встановленням кам'яних стел, прикрашених портретами правителів. На цей період приходиться перший період піднесення городища. Мешканці Камінальхую близько 100 року до н. е. розробили власний тип писемності, що поширився нагір'ям. З II століття Камінальхую займає лідируючи позиції замість Ісапи, підкоряючи нагір'я та значну частину тихоокеанського узбережжя, зокрема долину Гватемала. Поступово були розширені торговельні зв'язки поза Гватемальською долиною, зокрема з Петеном, сапотеками та Центральною Мексикою.
У фазу Санта-Клара (100—200 роки н. е.) висохли озера, зокрема Мірафлорес, зменшилася глибина великого каналу, що позначилось на економіці та чисельності населення. Народ свідомо затер з кам'яних монументів те, що міські володарі вирізали століттями, записуючи хід часу та історії. Вони розбили монументи, а від решток позбулися, як від сміття. Кам'яні зображення тварин, пов'язаних з водою (переважно жаб і черепах), були знищені. Мільйони керамічних горщиків були також навмисно розбиті й викинуті. Міське населення різко скоротилося, ймовірно, внаслідок масової міграції.
У фазу Аврора (200—400 роки) поселення було практично залишено, значну кількість текстів було знищено, що вважається результатом вторгнення іноземних загарбників. Лише з 350 року поступово відбулося відродження.
У фазу Есперанса (400—550) почалося відродження. На початку V століття з'явилась торговельна факторія Теотіуакана, що існувала під контролем Камінальхую і перебувала далеко від столиці, на городище Солано. Торгівля з іноземцями була монополізована царями, імпортні товари надалі розподілялися серед знаті та васальних правителів як дарунки. До кінця V століття теотіуканці перебралися до Камінальхую і увійшли до складу еліти шляхом шлюбів із знатними родами, принісши з собою нові релігійні та ідеологічні концепції та мистецтво. Разом з тим теотіуаканський квартал в Камінальхую був обмежений певним районом на периферії міста.
Водночас були встановлені міцні торговельні відносини з Мутульським царством, куди торговці Камінальхую відправляли обсидіан зі своїх великих копалень поблизу сучасного поселення Ель-Чайаль (35 км від Камінальхую). Також торгували жадеїтом та какао, який вирощували в доволі значній кількості. Все це сприяло економічному й політичному піднесенню міста й держави.
У 550—600 роках держава Камінальхую досягло нового розквіту, контролюючи деякі райони за межами долини Гватемали, зокрема підкоривши долину Салама, поширивши вплив на сучасний штат Чіапас (Мексика) та Сальвадор. Водночас торгівля з Центральною Мексикою занепала і поступово зовсім згасла. Рідкість імпортних товарів призвела до їхньої концентрації в руках вищої знаті.
Незабаром після цього, у VII столітті. єдина політія в долині Гватемали розпадається на дві, розділивши долину навпіл. Причини цього невідомі: за різними версіями — вторгнення, загарбання або соціально-економічна криза. Близько 700 року Камінальхую знову відчув скорочення чисельності населення.
За Камінальхую залишилося становище головного церемоніального центру до кінця фази Аматль (550—900 роки), але велич і пишність його пішли назавжди. Занепад Камінальхую мав далекосяжні наслідки для всієї південної області, оскільки після розпаду створеного його правителями царства тут не склалося нового великого політичного утворення.
За часи кінця класичного періоду поступово населення залишає городище. З часом тут припинилися величні церемонії, проте житлові комплекси зберігалися. У культурному плані вплинуло на культурний розвиток сусідніх держав, утворених племенами міче й мам. Остаточно Камінальхую було залишено у післякласичний період — близько 1200 року.

## Опис
Розташована на території сучасній Гватемалі в околицях столиці країни.

### Архітектура
У перший період помітний вплив «стилю Ісапа» в архітектурі. На площі 5 км2 виявлено 100 платформ, більше ніж 200 курганів, значна частина яких створено до 150 року н. е. Місто було збудовано практично повністю з адоби і деревини, що виділяє його серед інших маянських міст з їхніми високими храмами з вапняку.
Основу першого періоду розвитку будівництва в городищі (від 1500 до 400 року до н. е.) складають два великі кургани А і В. Перший курган містить велику кількість матеріальної культури часів початку докласичного періоду. Курган В відповідає середині докласичного періоду. У фазу Лас Чаркас виривали ями-чультуни чашоподібної та пляшкоподібної форми, які використовували для виготовлення їжі. Найдавніші руїни датують 800 роком до н. е.
У період (400 до н. е. — 100 н. е.) існував великий ритуально-адміністративний центр. Його основу складала велика площа, навколо якої були зведені піраміди з храмами та палацами, житлами знаті. Того часу також споруджено мережу каналів, водойм і труб. Це створило те, що дослідники називають «водним пейзажем», який в чомусь схожий зі столицею ацтеків Теночтитлан. Канали ранжувались від вузьких дренажних до шириною в 1 м і придатних для плавання на човнах. Жителі міста також спорудили водопровід і глиняні труби, за якими текла вода під вулицями міста. Акведук у 5 км, зроблений з глини забезпечував Камінальхую прісною водою з джерела. Дана складна система гідравлічної інженерної думки зрештою сприяла загибелі міста. Канали замулились і постачання води припинилося, коли вода озера відступила внаслідок посухи або надмірного використання, або і того та іншого.
У 100—400 роках н. е. відбувся занепад будівництва, тоді не зводилося жодної будови, руйнувалися раніше зведені структури. Лише на початку V століття починається відновлення колишніх будов, а також самого центру.
У 2-й половині VI століття резиденції володарів були залишені, а центр перемістився в Акрополь, де були споруджені потужні споруди з адобів. В епоху розквіту Камінальхую спостерігався будівельний бум. У монументальній архітектурі зустрічається багато запозичених елементів стилю Теотіуакана, зокрема застосування талудо таблер, сходів з балюстрадами.
Поховання знаті здійснювалися з перших фаз існування міста. Так, в кургані А виявлено поховання з 8 скелетами. Інтерес представляють багаті царські поховання під храмовими пірамідами, які свідчать про те, що практикувалися тут поховальні церемонії були дуже схожі на аналогічні обряди мая класичного періоду.
В інших похованнях виявлені численні артефакти з каміння, мушель, черепахового панциру, обсидіану, нефриту та жадеїту, зокрема 5000 нефритових дисків. Значна частина їх належить до фаз Вербена і Ареналь.

### Скульптура
Для скульптури 500 до н. е. — 100 н. е. характерне натуралістичне зображення людського тіла і ретельне відтворення гротескних форм деталей одягу персонажів і обстановки. На стелі 11 помітно одиночну фігуру чоловіка в жорсткому плащі зі шкіри тварин. На голові його — складний убір з двох масок дракона; третя, така ж, прикріплена у нього під підборіддям, а четверта — до важкого поясу. Він стоїть на платформі і тримає в лівій руці церемоніальний ніж, що нагадує фігурний кремінь, що нагадує знайдений у похованні 1 етапу Мірафлорес в кургані E-III-3. Над головою персонажа літає небесний дракон. У ніг поміщені дві курильні, з яких піднімаються клуби диму.
Інший цікавий монумент — велична стела 10 (між 400 та 200 роками до н. е.) з чорного базальту, яка розташовувалася біля головного палацу. Стела в давнину була розбита, а рельєф на ній частково зіскоблити. Потім її поховали в землі зі стелою 11. У правій її частині зображений гігантський антропоморфний бородатий ягуар в пишному шоломі. На голові його — маска з великими зубами й іклами. Поруч з ним, лівіше, розташована фігура іншого божества, що має повіки у вигляді тризубів і бороду; в лівій, високо піднятій руці його жезл. Нижче божеств поміщена чоловіча постать у важкому поясі і з гротескною маскою за спиною; руки її піднятими вгору мовби благає жесті. Поруч з нею — великий ієрогліфічний напис, що має суто маянський характер, який є найдавнішим ієрогліфом мая-ч'олан. Також ранні написи містяться на стелах 15, 21 вівтарі 1 та 2, монумент 65 (фаза Ареналь)
У цей же період розвивається дрібна пластика, особливо численні теракотові статуетки. Ці міні-скульптури були одними з перших, створених в силі, що набув розвитку у класичному періоді. Основними матеріалами були каміння, перламутр і дерева. Часто створювалися жіночі фігури з червоно-чорної глини. Також створювалися кам'яні скульптури у вигляді гриба, з ніжки якого визирає людське обличчя. Про призначення цих незвичайних пам'яток ще точаться суперечки. Інтерес представляють нефритові сережки, на якому міститься напис Еб'-Шоок (90 рік н. е.), що відповідає імені засновника I династії Мутульського царства та часу її заснування. Тому вважається, або це був подарунок правителям Камінальхую від ахава Йашмутуля, чи династія мутульських володарів походила з Камінальхую.
Скульптура V—VI століть засвідчує запозичення з Теотіуакана. На багатьох з них представлені міфологічні сюжети, але зустрічаються і сцени історичного змісту.

### Кераміка
Початок виготовлення відповідає фазі Лас Чаркас. Тоді вона була позбавлена різних прикрас, має лише функціональне значення. Наприкінці фази з'явився білий посуд з червоними фігурами, зокрема павукоподібні мавпи, маски драконів, геометричні абстрактні фігури.
Кераміка фази Провіденсія доводиться на середній докласичний період, вона схожа з керамікою пізнього докласичного періоду з інших регіонів. Кераміка наступної фази Вербена має важливі риси, характерні також для виробів початку докласичного періоду в низинах мая, зокрема для кераміки фази Каваку в Тікалі (100 рік до н. е. — 150 рік н. е.). Було виявлено велику кількість теотіуаканської кераміки, статуеток і зеленого обсидіану періоду V—VI століть.

## Історія досліджень
Відкрито було 1925 році Мануелєм Гаміо, який провів перші дослідження. У 1929—1950 роках тут дослідження проводив Альфред Кіддер. 1935 року під час розбудови нового поля місцевого футбольного клубу були виявлені численні будови. Тоді ж надано сучасну назву. Активно вивчається археологами з 1930-х років. У 1950-х роках дослідження проводив Генріх Берлін.
У 1960-х роках тут працювали фахівці університету Пенсильванія під орудою Вільяма Сандреса і Джозефа Мічелса. Протягом 1970-х років продовжено дослідження.

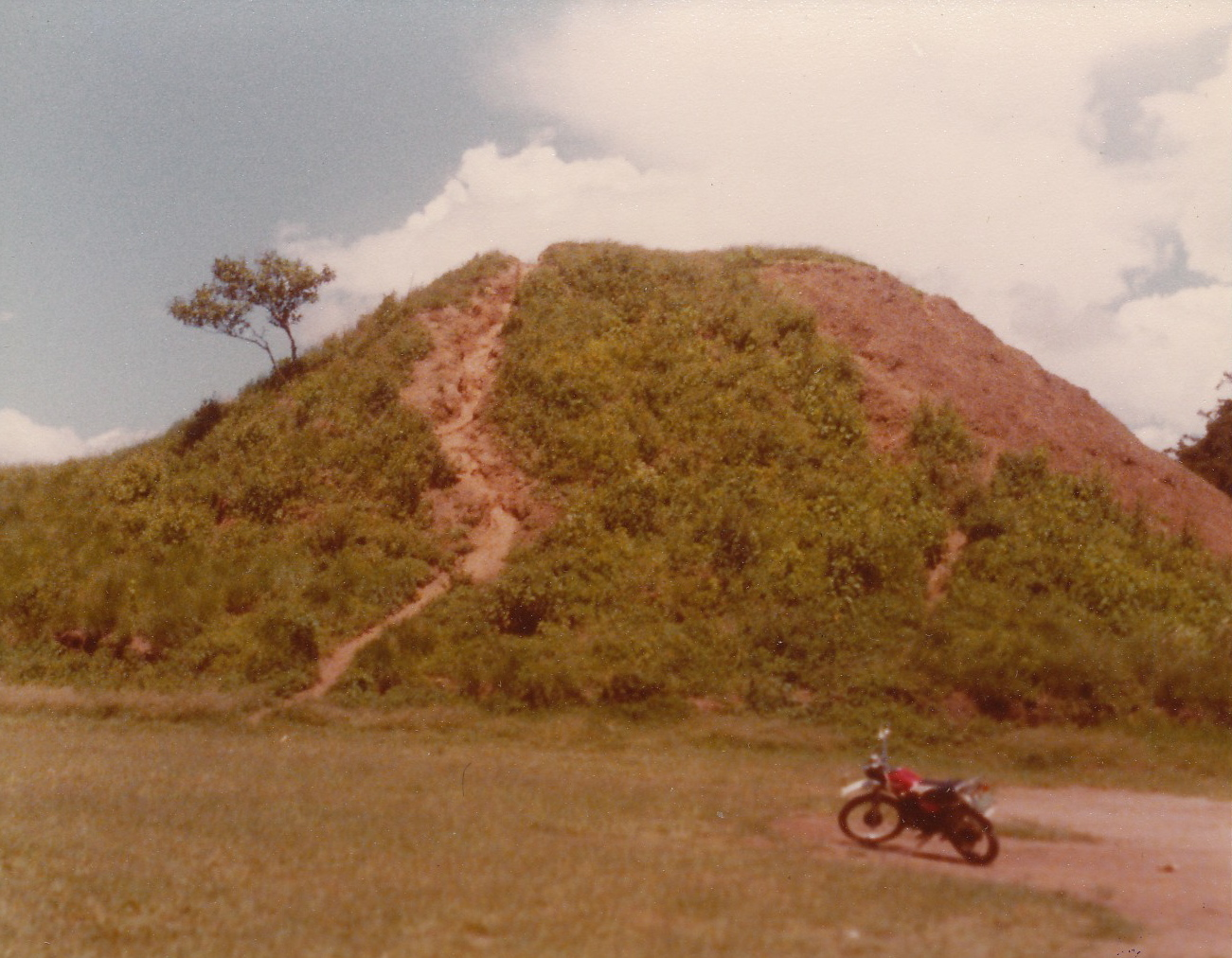
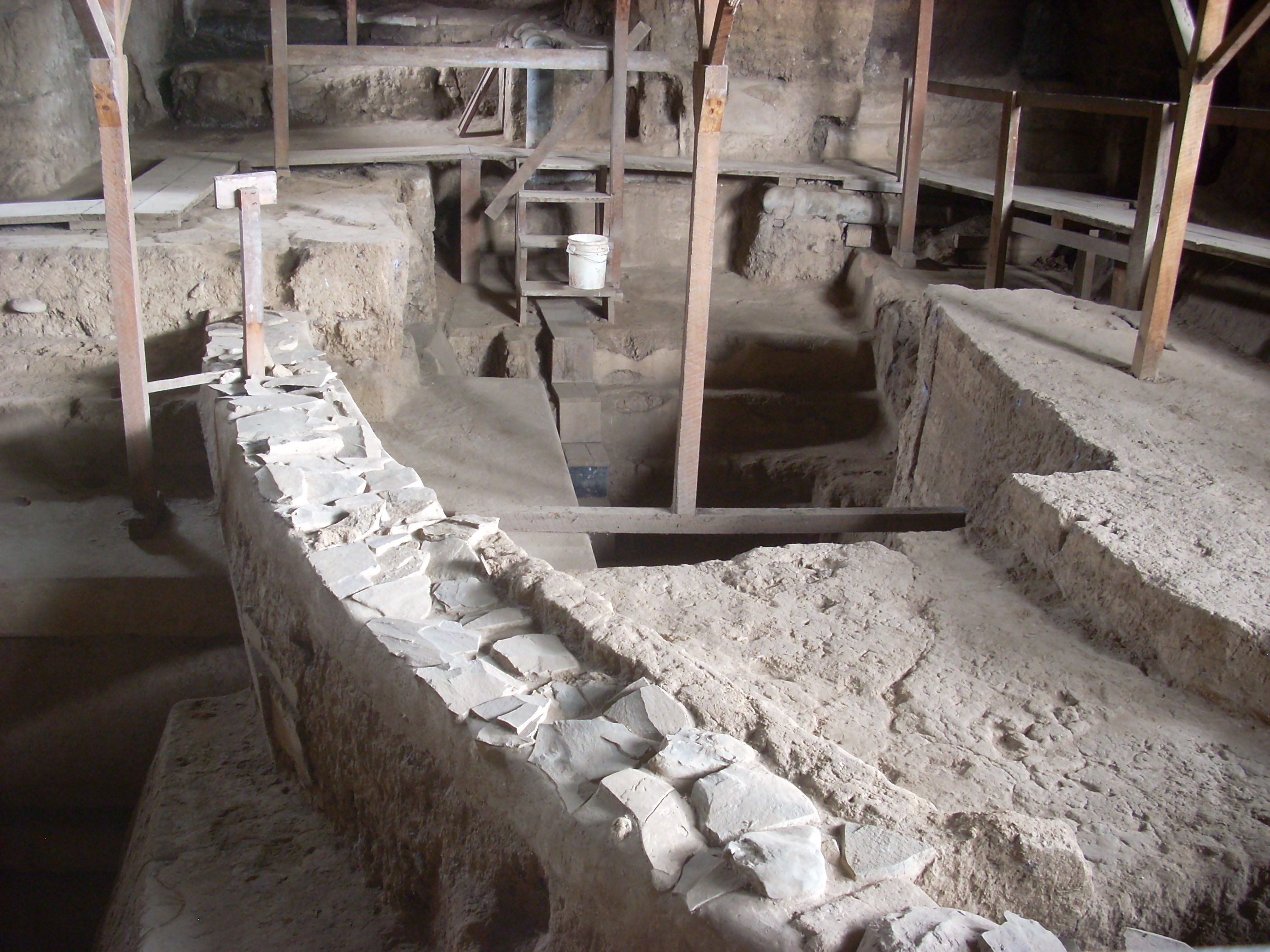